# 15032 Alexlevin
A 15032 Alexlevin (ideiglenes jelöléssel 1998 VV28) a Naprendszer kisbolygóövében található aszteroida. A LINEAR projekt keretében fedezték fel 1998. november 10-én.